# Brendan Croker
Pour l’article homonyme, voir Croker.
Brendan Croker, né le 15 août 1953 à Bradford et mort le 10 septembre 2023, est un musicien anglais.

## Biographie
Il enregistre plusieurs albums sous son propre nom, accompagné de son groupe The Five O'Clock Shadows, mais il est surtout connu comme membre de The Notting Hillbillies avec Mark Knopfler (sur l'album Missing… presumed having a good time).
En tant que musicien de studio, il a joué pour Eric Clapton, Tanita Tikaram, Mark Knopfler, Kevin Coyne, et Chet Atkins, entre autres.

## Discographie
- 1986 : A Close Shave
- 1987 : Boat Trips In The Bay
- 1989 : Brendan Croker and The 5 O'Clock Shadows
- 1991 : The Great Indoors
- Not Just A Hillbilly…More Like a Best of…
- 1995 : Redneck State Of The Art